# أوجينيكارو إيتيبو
أوجينيكارو إيتيبو (بالإنجليزية: Peter Etebo) مواليد 9 نوفمبر 1995،هو لاعب كرة قدم نيجيري يلعب في مركز خط الوسط في نادي ستوك سيتي الأنجليزي ومنتخب نيجريا لكرة القدم.

## روابط خارجية
- أوجينيكارو إيتيبو على موقع الاتحاد الدولي (مؤرشف)  (الإنجليزية)
- أوجينيكارو إيتيبو على موقع اتحاد تركيا (لاعب) (الإنجليزية)
- أوجينيكارو إيتيبو على موقع قاعدة بيانات كرة القدم.إي يو (الإنجليزية)
- أوجينيكارو إيتيبو على موقع ناشيونال فوتبول تيمز (الإنجليزية)
- أوجينيكارو إيتيبو على موقع Soccerbase.com (لاعب) (الإنجليزية)
- أوجينيكارو إيتيبو على موقع Soccerway.com (الإنجليزية)
- أوجينيكارو إيتيبو على موقع عالم كرة القدم.نت (الإنجليزية)
- أوجينيكارو إيتيبو على موقع أوليمبيديا (الإنجليزية)
- أوجينيكارو إيتيبو على موقع AS.com (الإسبانية)